# Soul cake

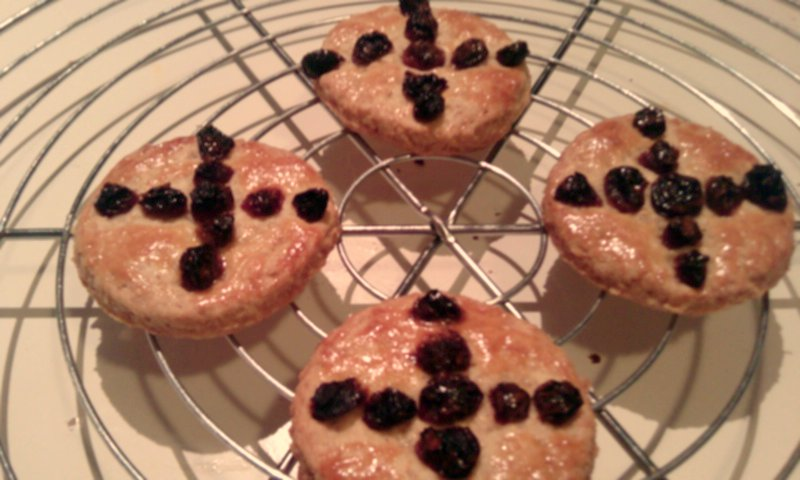
Soul Cakes

Ein Soul cake ist ein kleiner runder Kuchen, der traditionell zu Allerheiligen oder Allerseelen zubereitet wird, um die Toten zu ehren. Die oft einfach als  Seelen bezeichneten Kuchen werden an Bittsteller, meist Kinder und Bedürftige, abgegeben, die an Halloween, dem Tag vor Allerheiligen, singend von Tür zu Tür gehen und für die armen Seelen beten. Jeder verzehrte Kuchen steht für eine Seele, die aus dem Fegefeuer erlöst wird. Dieser Brauch wird als Ursprung des modernen „Trick or treat“ („Süßes oder Saures“) vermutet. In Lancashire und im Nordosten Großbritanniens sind die Kuchen auch unter dem Namen Harcakes bekannt.

## Geschichte
Der Brauch, Soul cakes zu backen, wurde in Großbritannien und Irland bereits im Mittelalter begangen; ähnliche Bräuche um die Seelen der Toten lassen sich Richtung Süden bis nach Italien beobachten. Die Kuchen waren normalerweise gefüllt mit Piment, Muskatnuss, Zimt, Ingwer oder anderen süßen Gewürzen, Rosinen oder Korinthen, und wurden vor dem Backen mit einem Kreuz gekennzeichnet. Gewöhnlich wurden sie mit einem Glas Wein an Halloween als Gabe für die armen Seelen nach draußen gestellt. An den darauf folgenden Allerheiligen und Allerseelen gingen Kinder von Tür zu Tür, um symbolisch nach Keksen zu betteln.

## Lieder
Der dazu gesungene Text eines Liedes wurde 1891 von Reverend M. P. Holme of Tattenhall, aus Cheshire, aufgezeichnet. Zwei Jahre später wurden Text und Melodie von der Volkskundlerin Lucy Broadwood mit dem Kommentar notiert, der Brauch werde in Cheshire und Shropshire praktiziert.  Weitere Varianten des traditionellen Soul-cake-Liedes wurden in verschiedenen Gegenden Englands bis in die 1950er Jahre gesammelt. Spätere Versionen sind möglicherweise beeinflusst von Folk-Revival-Interpretationen des Liedes durch Gruppen wie The Watersons. 1963 nahm die amerikanische Folkgruppe Peter, Paul and Mary eine Version des Liedes mit dem Titel A’ Soalin’ auf, in der es mit dem Kanon Hey ho, nobody home (der Vorlage für Hejo, spann den Wagen an) sowie dem Weihnachtslied God Rest You Merry, Gentlemen als Medley verknüpft wird.
Das Lied von 1891:

A soul! a soul! a soul-cake!

Please good Missis, a soul-cake!

An apple, a pear, a plum, or a cherry,

Any good thing to make us all merry.

One for Peter, two for Paul

Three for Him who made us all.
Lied der Folkgruppe Peter, Paul and Mary, 1963:

Soul, soul, a soul cake!

I pray thee, good missus, a soul cake!

One for Peter, two for Paul,

Three for Him what made us all!

Soul cake, soul cake, please good missus, a soul cake.

An apple, a pear, a plum, or a cherry, any good thing to make us all merry.

One for Peter, two for Paul, and three for Him who made us all.
Das Lied Soul Cake des britischen Musikers Sting auf seinem 2009 erschienenen Album If on a Winter’s Night… scheint eine Adaptation der Version von Peter, Paul and Mary zu sein, die sich fernab der historischen Genauigkeit auf Weihnachten, statt auf Allerseelen und Allerheiligen bezieht.
Als die amerikanische Komponistin von Halloween-Liedern Kristen Lawrence nach Melodien für ihr 2009 erschienenes Album A Broom With A View suchte, fand sie zwei historische Melodien im Zusammenhang mit Soul cakes. Beim Hören der traditionellen Cheshire-Melodie erkannte sie, dass die Anfangsnoten dieselben wie der Sequenz Dies Irae aus der Totenmesse waren. Es schien plausibel, dass die Cheshire-Melodie eine volkstümliche Verfremdung des Chorals war, mit dem die Kinder und Bettler um Kuchen baten im Gegenzug für das Gebet für die Verstorbenen.